# جوليس هنري ديبريه
جوليس هنري ديبريه (بالفرنسية: Henri Debray)‏ هو كيميائي فرنسي، ولد في 26 يوليو 1827 في أميان في فرنسا، وتوفي في 19 يوليو 1888 في باريس في فرنسا.